# Кузьмин-Караваев, Дмитрий Дмитриевич (ротмистр)
Дмитрий Дмитриевич Кузьмин-Караваев (27 декабря 1891 (8 января 1892), Санкт-Петербург, Российская империя — 3 мая 1985, Хельсинки, Финляндия) — ротмистр, участник Первой мировой войны и Белого движения.

## Биография
После окончания Тенишевского училища в 1910 году поступил на экономическое отделение Санкт-Петербургского политехнического института, где окончил четыре курса (ЦГИА СПб, фонд 478, опись 3, дело 3521). В 1915 году окончил Елисаветградское кавалерийское училище. Ротмистр 6-го Глуховского драгунского полка. Участвовал в первой мировой войне, несколько раз был ранен.
Командирован в Северный корпус (в списке указан корнетом). Во время гражданской войны воевал в Северо-Западной армии, участвовал в октябрьском походе на Петроград, ротмистр Конно-егерского полка. После отступления на территорию Эстонии, эмигрировал в Финляндию.
Осенью 1920 прибыл в Крым продолжать белую борьбу в рядах Русской армии Врангеля, но успел прослужить лишь около месяца в безлошадном эскадроне 1-го сводного кавалерийского полка. После эвакуации из Крыма вернулся в Финляндию.

## Эмиграция
В 1920 году анонимно выпустил в Гельсингфорссе первую печатную историческую работу о гражданской войне на Северо-Западе России — «Октябрьское наступление на Петроград и причины неудачи Похода. Записки Белого офицера».
Состоял в редколлегии газеты «Новая русская жизнь», а после её банкротства (31 мая 1922), 11 лет проработал в кондитерской компании «Fazer». После занимался ресторанным делом: сначала содержал русский клуб-ресторан, а позднее был управляющим крупного ресторана в Хельсинки.
В 1930-е годы был председателем Благотворительного общества при объединении «Русская колония в Финляндии», а после начала Второй мировой войны участвовал в работе Особого Комитета по делам русских Финляндии (после отъезда в Лейпциг полковника А. Н. Фену, занял должность управляющего делами). Состоял также членом Союза бывших офицеров Русской императорской гвардии, Армии и Флота РОВС, членом объединения офицеров конницы и конной артиллерии, а также возглавлял общество ревнителей памяти императора Николая II.
Как видный политический эмигрант, находился под негласным надзором финской политической полиции.
Был одним из лучших в стране игроков в бридж и неоднократно представлял Финляндию на международных турнирах. Команда по бриджу с его участием в 1936—1939 ежегодно выигрывала первенство Финляндии.

## Тюремное заключение в СССР

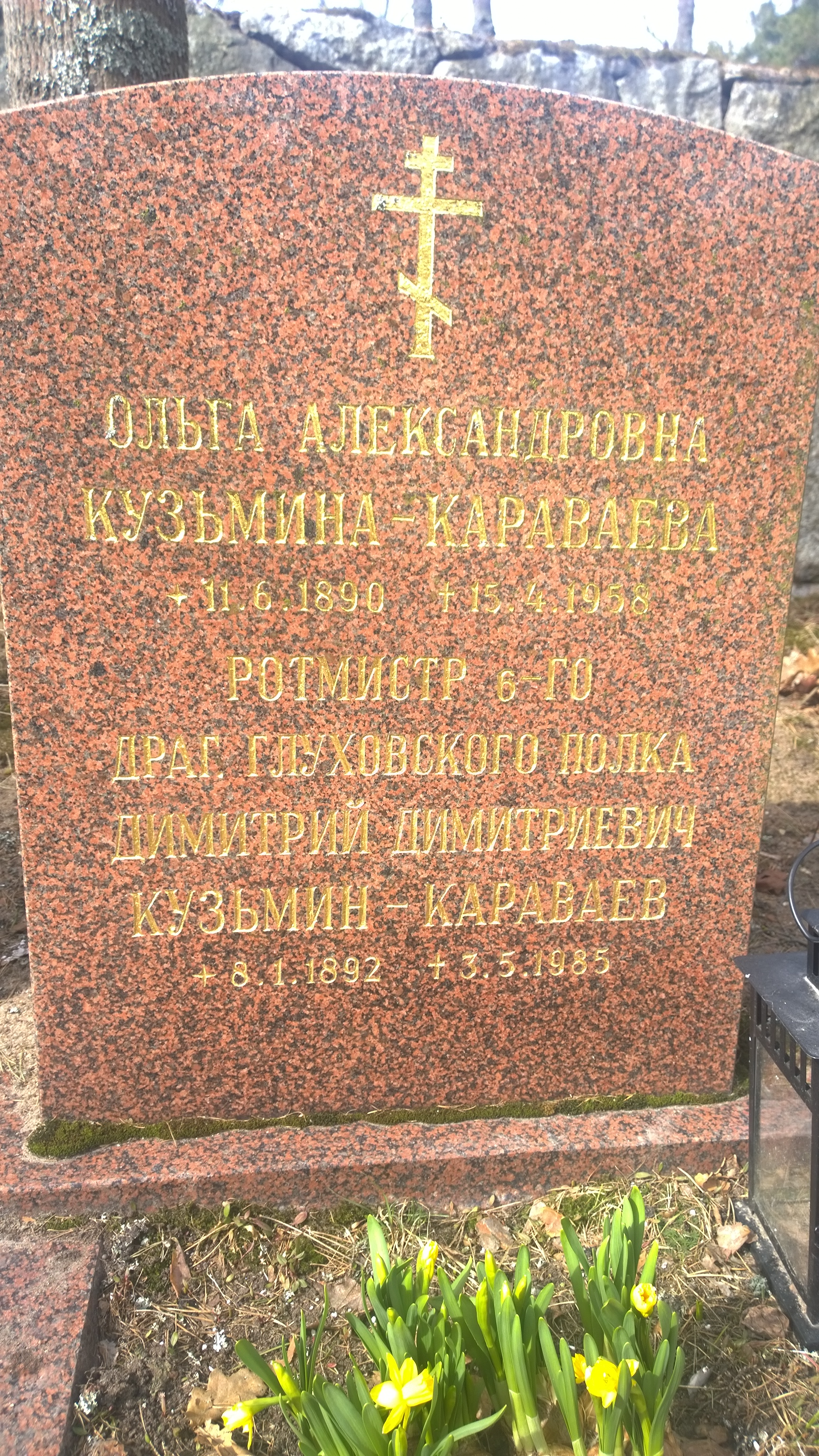
Захоронение супругов Кузьминых-Караваевых на Никольском кладбище в Хельсинки

В ночь с 20 на 21 апреля 1945 по требованию председателя советской контрольной комиссии генерал-полковника А. А. Жданова и распоряжению министра внутренних дел Финляндии коммуниста Юрьё Лейно, был арестован в числе 20 видных эмигрантов, в основном, членов РОВС и НТС, и вывезен в СССР. После шести месяцев пребывания в Лефортово был приговорен к 10 годам заключения, этапирован в Мариинск, затем в концлагерь близ станции Юрга.
В октябре 1947 года, после протестов финских властей, концлагерь был заменен тюремным заключением, которое Кузьмин-Караваев отбывал во Владимирской тюрьме. В августе 1955 года, по просьбе президента Юхо Паасикви, советские власти освободили финских граждан. Признавая свою вину, правительство Финляндии назначило Кузьмину-Караваеву, вернувшемуся из плена инвалидом, крупную пенсию, но просило не публиковать воспоминания о произошедшем. Мемуары были изданы в конце 1950-х под псевдонимом «Г. Др.» и «Глуховский драгун» в газете «Русская жизнь» в Сан-Франциско. Рукопись, напечатанная на пишущей машинке, была оставлена автором лишь в одном экземпляре и передавалась для чтения с рук на руки. Последним, у кого она находилась, был полковник 2-го Царскосельского полка В. Н. Матвеев, скончавшийся от инфаркта в 1966 году в Стокгольме.
Свой архив переслал на имя штабс-ротмистра В. П. Дробашевского, заведующего фондами Музея русской конницы в Нью-Йорке. В начале 1990-х архивные фонды Музея Общества «Родина» были переданы в Российский фонд культуры в Москве.
Скончался 3 мая 1985 года и похоронен на русском Никольском православном кладбище в Хельсинки рядом с женой.

## Награды
- Орден Святого Владимира IV степени с мечами и бантом (2.09.1919[3])

## Семья
- Жена — графиня Ольга Александровна Гейден (11.6.1890 — 15.4.1958), дочь вице-адмирала А. Ф. Гейдена, фрейлина императрицы Марии Фёдоровны[4]; замужем с 1918 года. В Финляндии возглавляла благотворительный отдел при обществе «Русская колония в Финляндии».